# Bibi Ferreira
Abigail Izquierdo "Bibi" Ferreira (Rio de Janeiro, 1 de junho de 1922 – Rio de Janeiro, 13 de fevereiro de 2019), foi uma apresentadora, atriz, cantora, compositora e diretora brasileira. De ascendência portuguesa e espanhola, era filha do ator brasileiro Procópio Ferreira e da bailarina argentina Aída Izquierdo.

## Carreira

### O início

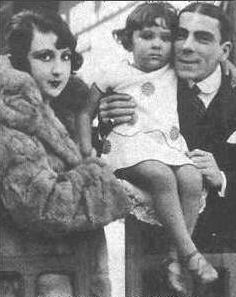
Bibi Ferreira quando criança, junto a seus pais, Procópio Ferreira e Aída Izquierdo.

Fez sua estreia teatral com pouco mais de vinte dias de vida, na peça Manhãs de Sol, de autoria de Oduvaldo Vianna, substituindo uma boneca que desaparecera pouco antes do início do espetáculo. Logo após os pais se separaram e Bibi passou a viver com a mãe, que foi trabalhar na Companhia Velasco, uma companhia de teatro de revista espanhola. Seu primeiro idioma, até os quatro anos, foi o espanhol. O idioma português e o grande amor pela ópera ela viria a aprender com o pai.
De volta ao Brasil, tornou-se a atriz mirim mais festejada do Rio de Janeiro. Entrou para o Corpo de Baile do Teatro Municipal do Rio de Janeiro, onde permaneceu por longo tempo, até estrear na companhia do pai. Aos nove anos teve negada a matrícula no Colégio Sion, em Laranjeiras, por ser filha de um ator de teatro. Completou o curso secundário no Colégio Anglo-Americano.
Sua estreia profissional nos palcos aconteceu em 28 de fevereiro de 1941, quando interpretou "Mirandolina", na peça La locandiera. Em 1944, montou sua própria companhia teatral, reunindo alguns dos nomes mais importantes do teatro brasileiro, como Cacilda Becker, Maria Della Costa e a diretora Henriette Morineau. Pouco mais tarde, foi para Portugal, onde dirigiu peças durante quatro anos, com grande sucesso.

### Carreira em Portugal
Participou em várias peças em Portugal com grande sucesso, principalmente teatro de revista, entre as quais:
- 1957 — "Há Horas Felizes!" - Teatro Variedades[3]
- 1957 — "Curvas Perigosas" - Teatro Maria Vitória[4]
- 1958 — "Com o Amor Não se Brinca" - Teatro Maria Vitória[5]
- 1958 — "Minha Filha é de Gritos!" - Teatro Maria Vitória[6]
- 1958 — "Por Causa Delas…" - Teatro Maria Vitória[7]
- 1959 — "Encosta a Cabecinha e Chora..." - Teatro Maria Vitória[8]
- 1959 — "Tudo na Lua" - Teatro Maria Vitória [9]
- 1960 — "Taco a Taco" - Teatro Maria Vitória [10]

### Década de 1960

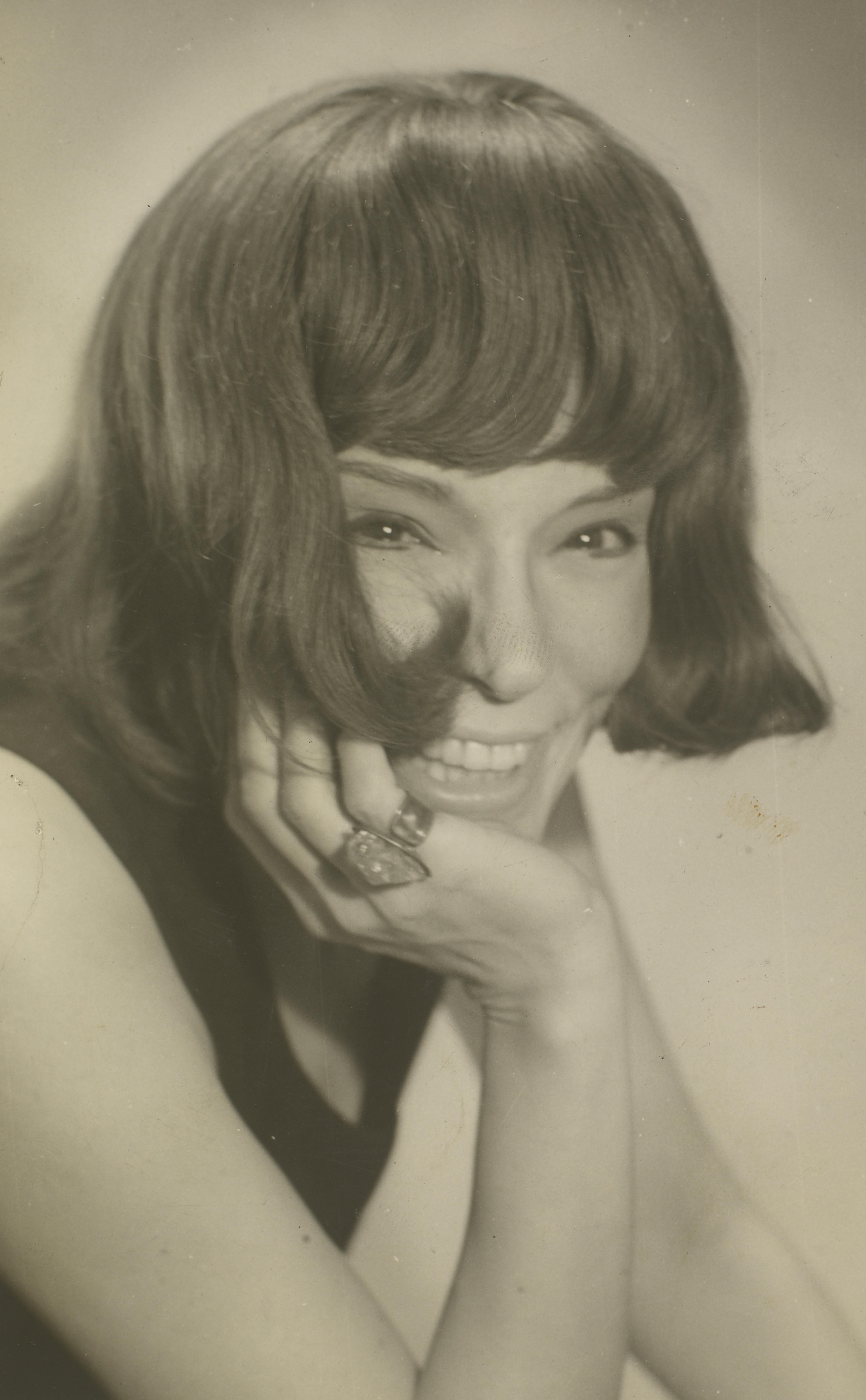
Bibi Ferreira em 1968.

Na década de 1960, vieram os sucessos dos musicais, como Minha Querida Dama (My Fair Lady), estrelado por Bibi e Paulo Autran. Nessa época atuou também em musicais de teatro e televisão. Em 1960, iniciou a apresentação na TV Excelsior de São Paulo, de Brasil 60 (61, 62, 63, etc, conforme o ano), um programa ao vivo, que durante dois anos levou à televisão os maiores nomes do teatro.

### Década de 1970

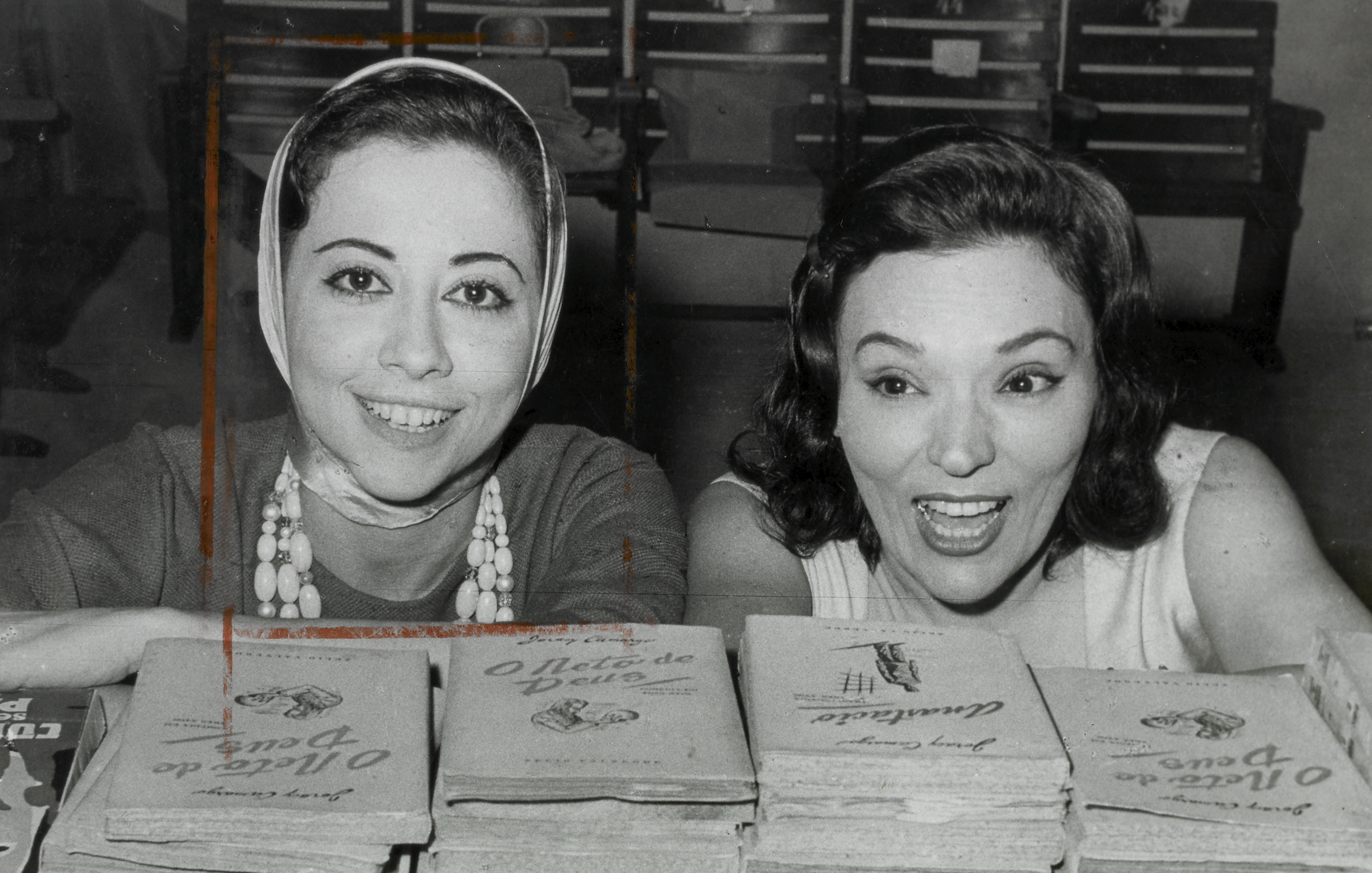
Fernanda Montenegro e Bibi Ferreira, em 1972. Arquivo Nacional.

Bibi Ferreira participou, atuando ou dirigindo, de alguns dos grandes espetáculos teatrais e musicais montados no Brasil. Em 1970, dirigiu Brasileiro, Profissão: Esperança, de Paulo Pontes (foi numa das versões desse espetáculo que pela primeira vez dirigiu a cantora Maria Bethânia, na outra versão dirigiu Clara Nunes).
Em 1972, atuou em O Homem de La Mancha ao lado de Paulo Autran, com tradução de Paulo Pontes e Flávio Rangel, além das versões de Chico Buarque e Ruy Guerra para as canções; em 1975, participou de Gota d'Água, de Chico Buarque e Paulo Pontes.
Em 1976, dirigiu Walmor Chagas, Marília Pêra, Marco Nanini e 50 artistas em Deus Lhe Pague, de Joracy Camargo.

### Década de 1980
Na década de 1980, dirigiu de textos comerciais a peças de dramaturgia sofisticada, de musicais de grande porte a dramas intimistas. Em 1980, dirigiu Toalhas Quentes, de Marc Camoletti; em 1981, Um Rubi no Umbigo, de Ferreira Gullar, e Calúnia, de Lillian Hellman. No mesmo ano, com sua produção e direção, estreou O Melhor dos Pecados, de Sérgio Viotti, promovendo a volta aos palcos de Dulcina de Moraes, após vinte anos de ausência. Em 1983 voltou aos palcos com Piaf, a Vida de uma Estrela da Canção, espetáculo de grande sucesso de público e crítica. Por sua atuação recebeu os prêmios Mambembe e Molière, em 1984 e, no ano seguinte, da Associação dos Produtores de Espetáculos Teatrais do Estado de São Paulo (APETESP) e Governador do Estado. O espetáculo, que fez muitas viagens, permaneceu seis anos em cartaz e, em quatro anos, atingiu um milhão de espectadores, incluindo uma temporada em Portugal, com atores portugueses no elenco.
Dirigiu ainda inúmeros programas de televisão e shows de artistas da música popular brasileira, como Maria Bethânia e Clara Nunes na década de 1970 e 1980.

### Década de 1990
Na década de 1990, Bibi Ferreira reviveu seus maiores sucessos, remontando Brasileiro, Profissão: Esperança e fazendo um espetáculo em que cantava canções e contava histórias de Piaf. Em Bibi in Concert, comemorou 50 anos de carreira e, depois de anos de temporada, fez o Bibi in Concert 2. Em 1996 recebeu o Prêmio Sharp de Teatro. Encenou Roque Santeiro, de Dias Gomes, em versão musical. Em 1999, dirigiu pela primeira vez uma ópera, Carmen de Georges Bizet. Em 2003, na Marquês de Sapucaí recebeu homenagem da Escola de Samba Unidos do Viradouro.

### Década de 2010
Na década de 2010, Bibi começou a realizar espetáculos focados em apenas um artista, como a francesa Edith Piaf, a portuguesa Amália Rodrigues, e o americano Frank Sinatra.
Em 2007, após 50 anos afastada do teatro de comédia, volta aos palcos fazendo Às Favas com os Escrúpulos, texto de Juca de Oliveira e direção de Jô Soares
Em 2015, entrou para a lista 10 Grandes Mulheres que Marcaram a História do Rio.
Aos 95 anos fez sua turnê de despedida com Bibi - Por Toda Minha Vida, espetáculo só com músicas brasileiras.

## Vida pessoal

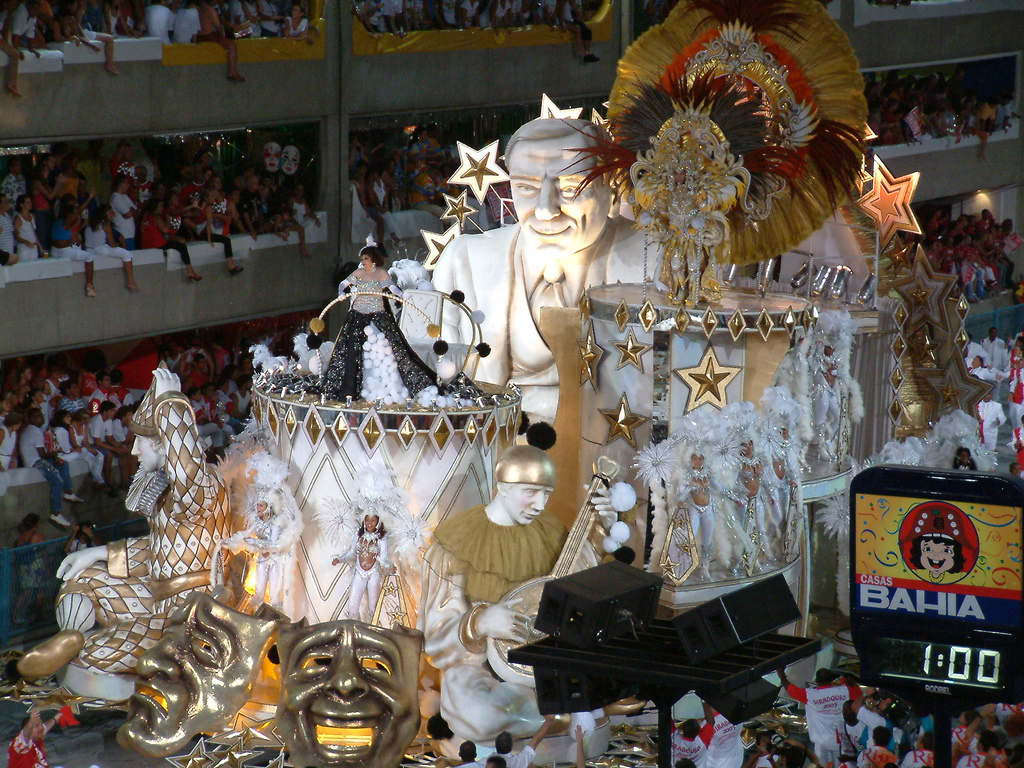
A vida e obra de Bibi Ferreira foi homenageada durante o carnaval do Rio em 2003, sendo tema de samba-enredo.

Nascida na cidade do Rio de Janeiro, era filha do ator carioca Procópio Ferreira e da bailarina Aida Queirolo Izquierdo, nascida na Espanha. Era neta paterna de portugueses, oriundos da Ilha da Madeira. Pela parte materna, era neta do espanhol Antonio Izquierdo e da uruguaia de origens genovesas Irma Queirolo. Sua mãe insistiu que crescesse falando espanhol em casa, por isso era fluente no idioma.
Bibi casou-se seis vezes. Seu primeiro matrimônio durou dez anos, e foi realizado em 29 de setembro de 1943, na capital paraguaia, Assunção, com o diretor Carlos Martins Lage. Desquitaram-se em 1953, no Rio de Janeiro.
Em 1954 uniu-se pela segunda vez, com o ator Armando Carlos Magno, que é o nome artístico de Armando Pinto Martins, sobrinho de Pascoal Carlos Magno. Desta união, teve sua única filha, Teresa Cristina Izquierdo Ferreira Pinto Martins, nascida em 20 de agosto de 1954, no Rio de Janeiro. Em 1955 o casal separou-se.
Em 1956 uniu-se com o ator Herval Rossano, de quem se separou em 1958. De 1963 a 1965, viveu junto com Édson França, e de 1966 a 1967 morou com o ator Paulo Porto.
Seu último casamento durou oito anos, de 1968 a 1976, com o dramaturgo Paulo Pontes. A atriz ficou viúva em 27 de dezembro de 1976. Manteve outros relacionamentos ao longo de sua vida, mas não quis mais se casar novamente.
Morte
Morreu aos 96 anos em seu apartamento no bairro carioca do Flamengo, no dia 13 de fevereiro de 2019, vítima de uma parada cardíaca.

## Filmografia

### Cinema
| Ano  | Título                                   | Personagem      |
| ---- | ---------------------------------------- | --------------- |
| 2011 | Flávio Rangel - O Teatro na Palma da Mão | Ela Mesma       |
| 1949 | Almas Adversas                           | Zefa / Georgina |
| 1947 | O Fim do Rio                             | Teresa          |
| 1936 | Cidade-Mulher                            | Menina          |

### Televisão

Atuação de Bibi Ferreira e do ator Grande Otelo em 1960.

| Ano     | Título                              | Personagem       | Nota                                |
| ------- | ----------------------------------- | ---------------- | ----------------------------------- |
| 1960–64 | Brasil 60                           | Apresentadora    |                                     |
| 1960–64 | Bibi Sempre aos Domingos            | Apresentadora    |                                     |
| 1968–73 | Bibi Especial                       | Apresentadora    |                                     |
| 1968–73 | Festival de Carnaval                | Apresentadora    |                                     |
|         | Bibi ao Vivo                        | Apresentadora    |                                     |
| 1968    | Curso de Alfabetização para Adultos | Apresentadora    |                                     |
| 1972    | Oscar 1972                          | Apresentadora    |                                     |
| 1978-79 | Brasil 79                           | Apresentadora    |                                     |
| 1978    | Caso Especial                       | Gertrudes        | Episódio: "O Homem Que Veio do Céu" |
| 1984    | Marquesa de Santos                  | Carlota Joaquina |                                     |
| 1992    | Bibi In Concert                     | Ela mesma        | Especial de final de ano            |
| 1993    | Retrato de Mulher                   | Maria Júlia      | Episódio: Era uma vez... Leila      |

## Teatro[20]
- 1941 - La Locandiera
- 1941 - Uma Noite de Amor
- 1941 - Tudo por Você
- 1941 - Escola de Maridos
- 1941 - A Cigana me Enganou
- 1941 - O Cura da Aldeia
- 1941 - A Garota
- 1941 - O Genro de Muitas Sogras
- 1941 - Quebranto
- 1941 - O Inimigo das Mulheres
- 1941 - Pão Duro[21][22]
- 1943 - Bendito entre as Mulheres
- 1944 - A Moreninha
- 1944 - É Proibido Suicidar-se na Primavera
- 1944 - Que Fim de Semana!
- 1944 - Pedacinho de Gente
- 1944 - Sétimo Céu
- 1944 - Scampolo
- 1944 - Os Amores de Sinhazinha
- 1944 - A Pequena Catarina
- 1944 - Week-end
- 1945 - A Culpa de Você
- 1945 - Angelus
- 1945 - A Carreira de Zuzú
- 1945 - La Femme et le Pantin
- 1945 - Conchita
- 1945 - Miquinhas É um Amor
- 1945 - Rebeca
- 1945 - Fabienne
- 1945 - Presa por Amor
- 1947 - Divórcio
- 1948 - A Família e a Festa na Roça
- 1948 - O Noviço
- 1949 - Diabinho de Saias
- 1949 - Hipócrita
- 1949 - Senhora
- 1949 - Querida Ruth
- 1949 - Beija-me e Verás
- 1949 - Scampolo
- 1949 - Sonho de Outono
- 1949 - Sombra e Água Fresca
- 1950/1951 - Escândalos
- 1952/1953 - Relações Internacionais
- 1952 - Vivendo em Pecado
- 1952 - Senhora
- 1952 - A Herdeira
- 1953 - A Ceia dos Cardeais
- 1953 - Canção Dentro do Pão
- 1953 - A Raposa e as Uvas
- 1954 - Senhora dos Afogados
- 1954 - Lampião
- 1954 - Os Cinco Fugitivos do Juízo Final
- 1955 - A Casa Fechada
- 1955 - Sonho de Uma Noite de Luar
- 1955 - A Ceia dos Cardeais
- 1956 - Bodas de Sangue
- 1956 - O Avarento
- 1956 - Deus lhe Pague
- 1957 - Há Horas Felizes
- 1957 - A Raposa e as Uvas
- 1958 - Society em Baby Doll
- 1958 - Lisboa
- 1960 - Festival....
- 1964 - My Fair Lady (Montagem Brasileira) no papel de Eliza Dolittle.
- 1965 - Alô, Dolly! (Montagem brasileira) no papel de Dolly Levi.
- 1970/1974 - Brasileiro, Profissão: Esperança
- 1971 - Elizeth
- 1972 - O Homem de La Mancha
- 1973 - Elizeth e Baden
- 1974 - A Longa Noite de Cristal
- 1975 - Gota d'Água, de Chico Buarque de Hollanda e Paulo Pontes
- 1976 - Deus lhe Pague
- 1977 - Bandeira Branca
- 1979 - Um Rubi no Umbigo
- 1980 - Toalhas Quentes
- 1981 - Clara Mestiça
- 1981 - Calúnia
- 1981 - Gay Fantasy
- 1981 - O Melhor dos Pecados
- 1982 - E Agora, Hermínia?
- 1982 - Nossos Momentos
- 1982 - O Filho da Uma
- 1983 - Piaf, a vida de uma estrela da canção
- 1987 - Brasileiro, Profissão: Esperança
- 1987 - Meno Male
- 1988/1989 - O Preço
- 1989 - Na Sauna
- 1990 - Não Explica que Complica
- 1990 - Qualquer Gato Vira-Lata Tem uma Vida Sexual Mais Sadia que a Nossa
- 1990 - Bibi in Concert
- 1991 - Procura-se um Tenor
- 1994 - Sua Excelência, o Candidato
- 1994 - Bibi in Concert 2 - The Entertainer
- 1995 - Bibi Canta e Conta Piaf
- 1995 - Noites de Cabrita
- 1996 - Roque Santeiro
- 1997 - Brasileiro, Profissão: Esperança
- 1997 - Na Bagunça do Teu Coração
- 1998 - Viva o Demiurgo
- 1998 - Qualquer Gato Vira-Lata Tem uma Vida Sexual Mais Sadia que a Nossa
- 1999 - Deus lhe Pague
- 1999 - Carmen
- 2000 - Tango, Bolero e Cha, Cha, Cha
- 2000/2001 - Letti e Lotte
- 2000 - Rigoletto
- 2000 - As Encalhadas
- 2000 - Check-Up, a Rebelião de um Condenado
- 2001 - Conduzindo Miss Daisy
- 2001 - Bibi Vive Amália
- 2002 - Sete Minutos
- 2002 - E Daí, Isadora?
- 2003 - Terceiras Intenções
- 2003 - Only You
- 2004 - Bibi in Concert III - Pop
- 2004 - DNA - Nossa Comédia
- 2004 - A Babá
- 2007 - Às favas com os escrúpulos
- 2011 - As Encalhadas
- 2015 - Histórias e Canções

## Prêmios e Indicações

Bibi Ferreira como apresentadora de televisão em 1971.

| Ano  | Prêmio                                           | Categoria                | Trabalho                              | Resultado |
| ---- | ------------------------------------------------ | ------------------------ | ------------------------------------- | --------- |
| 1952 | Troféu APCA                                      | Melhor Diretora          | A Herdeira                            | Venceu    |
| 1961 | Troféu Imprensa                                  | Melhor Animadora         | TV Excelsior                          | Venceu    |
| 1962 | Troféu Imprensa                                  | Melhor Animadora         | TV Excelsior                          | Venceu    |
| 1964 | Prêmio Saci                                      | Melhor Atriz             | My Fair Lady                          | Venceu    |
| 1966 | Troféu Imprensa                                  | Melhor Animadora         | TV Excelsior                          | Indicada  |
| 1971 | Troféu Imprensa                                  | Melhor Animadora         | TV Excelsior                          | Venceu    |
| 1973 | Troféu Imprensa                                  | Melhor Animadora         | TV Excelsior                          | Indicada  |
| 1977 | Prêmio Molière                                   | Melhor Atriz             | Gota d'Água                           | Venceu    |
| 1977 | Troféu APCA                                      | Melhor Atriz             | Gota d'Água                           | Venceu    |
| 1984 | Troféu Mambembe                                  | Melhor Atriz             | Piaf, a Vida de uma Estrela da Canção | Venceu    |
| 1984 | Prêmio Molière                                   | Melhor Atriz             | Piaf, a Vida de uma Estrela da Canção | Venceu    |
| 1985 | Prêmio Apetesp                                   | Melhor Atriz             | Piaf, a Vida de uma Estrela da Canção | Venceu    |
| 1985 | Prêmio Pirandello                                | Melhor Atriz             | Piaf, a Vida de uma Estrela da Canção | Venceu    |
| 1985 | Prêmio Governador do Estado                      | Melhor Atriz             | Piaf, a Vida de uma Estrela da Canção | Venceu    |
| 1996 | Prêmio Sharp                                     | Melhor Atriz             | Bibi in Concert 2                     | Venceu    |
| 2000 | Festival Internacional da Cultura em Tóquio      | Melhor Comunicadora      | Curso de Alfabetização para Adultos   | Venceu    |
| 2003 | Prêmio Shell                                     | Homenagem                | Conjunto da Obra                      | Venceu    |
| 2008 | Troféu APCA                                      | Grande Prêmio da Critica | Conjunto da Obra                      | Venceu    |
| 2010 | Troféu Bibi Ferreira e Medalha Procopio Ferreira | Homenagem                | Conjunto da Obra                      | Venceu    |
| 2010 | Prêmio Claudia                                   | Homenagem                | Conjunto da Obra                      | Venceu    |
| 2011 | Prêmio Contigo de Teatro                         | Homenagem                | Conjunto da Obra                      | Venceu    |
| 2011 | Prêmio APTR                                      | Homenagem                | Conjunto da Obra                      | Venceu    |
| 2012 | Prêmio Aplauso Brasil de Teatro                  | Homenagem                | Conjunto da Obra                      | Venceu    |
| 2012 | Prêmio Bravo! Prime de Cultura                   | Artista Prime do Ano     | Conjunto da Obra                      | Venceu    |
| 2013 | Prêmio Faz Diferença - o Globo                   | Segundo Caderno - Teatro | Conjunto da Obra                      | Venceu    |
| 2013 | Brazilian Press Awards                           | Homenagem                | Conjunto da Obra                      | Venceu    |
| 2014 | Prêmio Bibi Ferreira                             | Homenagem                | Conjunto da Obra                      | Venceu    |